# 1594
Відродження •  Реформація •  Епоха великих географічних відкриттів •  Ганза •  Річ Посполита •  Нідерландська революція •  Релігійні війни у Франції

## Геополітична ситуація
Османську державу очолює Мурад III (до 1595). Імператором Священної Римської імперії є Рудольф II (до 1612). Формальний Король Франції Генріх Наваррський не визнаний Католицькою лігою.
Королем Іспанії, Португалії, частини Італії та півдня Нідерландів є Філіп II Розсудливий (до 1598). Північні провінції Нідерландів проголосили незалежність. Північна Італія за винятком Венеційської республіки належить Священній Римській імперії.
Королевою Англії є Єлизавета I (до 1603). Король Данії та Норвегії — Кристіан IV Данський (до 1648). Королем Богемії та Угорщини є імператор Рудольф II (до 1608).
Королем Речі Посполитої, якій належать українські землі, є Сигізмунд III Ваза.
У Московії править Федір I Іванович (до 1598). Існують Кримське ханство, Ногайська орда. Єгиптом, Тунісом володіють турки. Шахом Ірану є сефевід Аббас I Великий (до 1629).
У Китаї править династія Мін. Значними державами Індостану є Імперія Великих Моголів, Біджапурський султанат, султанат Голконда, Віджаянагара. В Японії триває період Адзуті-Момояма.
Триває підкорення Америки європейцями. На завойованих землях існують віцекоролівства Нова Іспанія та Нова Кастилія. Португальці освоюють Бразилію.

## Події

### В Україні
- Військо Запорозьке вперше за свою історію стає повноправним учасником міжнародної коаліції, після укладення договору зі «Священною лігою» щодо спільної боротьби проти Османської імперії. Запорожці на чолі з Григорієм Лободою та Северином Наливайком ходили в Молдовське князівство, захопили й спалили Ясси.
- Бій запорожців Богдана Микошинського та Федора Полоуса з турецько-татарськими силами, на чайках наліт на Очаків.
- Почалося повстання під проводом Северина Наливайка.
- У липні від татарського набігу потерпіли Бурштин, Долина, Снятин, Калуш, Іване-Золоте, Тлумач, Сколе.
- Закладено замок у місті Жовква.

### У світі

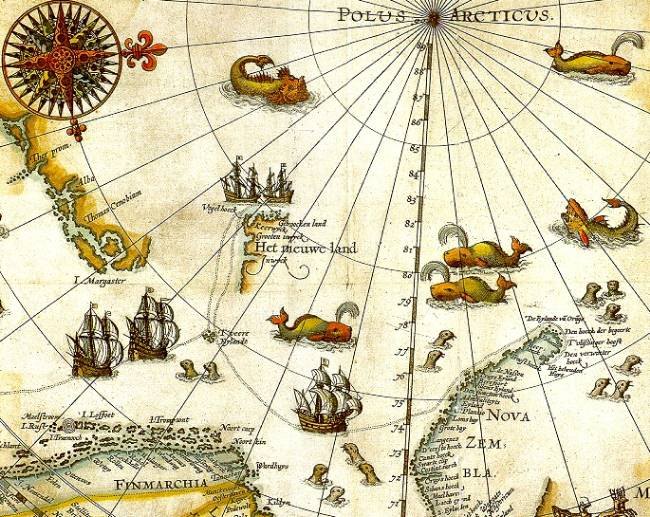
Подорожі Віллема Беренца, мапа 1599 року

- Господарі Трансильванії (Жигмонд Баторі), Волощини (Михайло Хоробрий) та Молдови (Арон Воде) збунтувалися проти турків й перейшли на бік Габсбургів, чому сприяла участь у війні запорожців.
- Сигізмунда III Вазу короновано королем Швеції. Зважаючи на опозицію католицькому королю, Сигізмунд повернувся до Польщі. Залишивши регентом свого дядька Карла.
- 27 лютого вождя гугенотів Генріха Бурбона, короля Наваррського, короновано у Шартрі королем Франції під іменем Генріх IV. Він був вимушений при цьому стати католиком.
- 21 березня король Генріх IV увійшов у Париж.
- В Ірландії почалося повстання проти англійського панування, що отримало назву Дев'ятирічної війни.
- У Нідерландах Моріц Оранський взяв Гронінген.
- Серби підняли повстання у місті Банат проти османів. Як символ покарання турецький паша прилюдно спалив мощі святого Сави.
- Канонізовано Яцека Одровонжа, домініканського ченця, відомого своїми зусиллями з поширення католицзму в Київській Русі та серед половців.
- Віллем Баренц здійснив свою першу спробу знайти Північний морський шлях. Він досяг Нової Землі.
- В Амстердамі створено компанію ван Верре, що поставила собі за мету зламати монополію португальців на торгівлю прянощами.
- У Лейденському ботанічному саду зацвіли тюльпани, посаджені Карлом Клузіусом.
- Аюттхая підкорила Камбоджу.
- На Цейлоні держава Канді здобула перемогу над португальцями, завадивши їм повністю окупувати острів.

## Народились
Див. також: Категорія:Народились 1594

## Померли
Див. також: Категорія:Померли 1594
- 2 лютого — У Римі у віці близько 69-и років помер Джованні П'єрлуїджі да Палестріна, італійський композитор, глава римської поліфонічної школи, чий музичний стиль Тридентський собор в 1563 році затвердив як офіційний зразок католицької церковної музики.
- 2 грудня — В Дуйсбурзі у віці 82-х років помер фламандський картограф Герард Меркатор (Кремер), автор перших сучасних навігаційних карт.